# Vorsokratiker

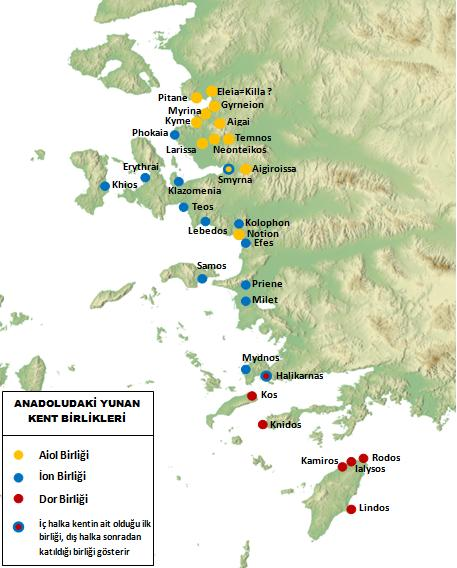
Antike griechische Städte an der Westküste der heutigen Türkei

Antike griechische Städte in Süditalien

Als Vorsokratiker werden seit der deutschen Romantik diejenigen griechischen Philosophen der Antike bezeichnet, die vor Sokrates (469–399 v. Chr.) gewirkt haben oder von dessen Philosophie noch nicht beeinflusst waren. Mit ihnen begann die abendländische Philosophie. Sie lebten im Zeitraum von etwa 600 bis 350 v. Chr. Die Zentren der vorsokratischen Philosophie waren die griechischen Städte im Westen Kleinasiens und in Süditalien.
Von den zahlreichen Schriften der Vorsokratiker ist keine einzige zur Gänze erhalten. Fast alles, was heute über ihr Leben und ihre Lehren bekannt ist, geht aus Schriften späterer antiker Autoren hervor, die entweder Äußerungen von Vorsokratikern zitieren oder deren Lehren zusammenfassend beschreiben oder kritisieren. Die wichtigsten dieser Autoren sind Aristoteles, der die Vorsokratiker als „Naturgelehrte“ (griechisch φυσικοί) bezeichnete, Theophrastos von Eresos, der in seinen Lehren der Naturphilosophen (Φυσικῶν δόξαι) erstmals umfassend die Konzepte der Vorsokratiker darstellte, und der Philosophiehistoriker Diogenes Laertios.
Ein Hauptthema der Vorsokratiker war die Frage nach dem Ursprung aller Dinge, nach der archē, die sie unterschiedlich beantworteten. Weitere Themengebiete waren Ethik, Theologie und Politische Philosophie. Zahlreiche Vorsokratiker betrieben auch Mathematik und Naturwissenschaften.

## Begriffsgeschichte
In der Antike wurden die heute als Vorsokratiker bezeichneten Philosophen „erste Philosophen“ oder „Naturphilosophen“ genannt. Der Ausdruck „Vorsokratiker“ hat sich aus dem im Mittelalter gebräuchlichen lateinischen Ausdruck ante Socratem entwickelt und wird spätestens bei Nietzsche verwendet; eine „Vorsokratische Philosophie“ findet sich bereits 1788. Der Grund für diese Begriffsbildung war, dass das Auftreten des Sokrates einen radikalen Einschnitt in der antiken Philosophiegeschichte bedeutete (Sokratische Wende). Dies wurde schon in der Antike so gesehen; bekannt ist die Äußerung Ciceros, Sokrates habe die Philosophie vom Himmel auf die Erde geholt. Im 19. Jahrhundert, seit Schleiermacher, wurde der Ausdruck Vorsokratiker in der philosophiegeschichtlichen Forschung allgemein gebräuchlich. Endgültig etabliert wurde er, als Hermann Diels 1903 Die Fragmente der Vorsokratiker herausgab.

## Geschichte
Die Einteilung der vorsokratischen Philosophen in Gruppen oder Schulen wird von verschiedenen Philosophiehistorikern nach unterschiedlichen Kriterien vorgenommen und variiert daher. Eine umfassende Liste der Vorsokratiker und der Personen ihres Umfelds findet sich bei Hermann Diels.

### Sieben Weise
Die legendären Sieben Weisen von Griechenland können als Vorgänger der Vorsokratiker angesehen werden. Es handelt sich dabei um eine Gruppe von als weise geltenden Männern, die großenteils Politiker und teils auch Gelehrte und Philosophen waren. Wer dieser Gruppe angehörte, ist nicht eindeutig überliefert; in den Quellen werden über zwanzig Namen genannt. Sicher ist zumindest, dass der traditionell als erster Philosoph betrachtete Thales dazugehörte. Von den Sieben Weisen sind zahlreiche Weisheitssprüche überliefert, wie etwa „Erkenne Dich selbst“, „Ehre den Älteren“, „Halte Maß“, „Den rechten Augenblick erkennen“ und „Die meisten sind schlecht“.

### Milesier
Die damals von Griechen besiedelte Westküste der heutigen Türkei war der Entstehungsort der westlichen Philosophie. Seit dem 6. Jahrhundert v. Chr. begannen milesische Philosophen, rationale und wissenschaftliche Erklärungen neben das zeitgenössische, von Mythen und Göttern geprägte Weltbild zu stellen. So soll der erste Philosoph, Thales, nicht nur Mathematik betrieben, sondern auch eine Sonnenfinsternis vorhergesagt und versucht haben, die Überschwemmungen des Nils naturwissenschaftlich zu erklären. Aristoteles rückt in seinem Bericht über die Vorsokratiker in den Vordergrund, dass nach einem letzten Grund oder ersten Anfang aller Dinge (archē) gesucht wurde. Für Thales war das „Wasser“ der Urstoff, aus dem die Welt und alle Dinge von Grund auf bestehen, sein Schüler Anaximander wiederum setzte dem Stoff das immaterielle „Unbegrenzte“ gegenüber, das unfassbare „Unendliche“. Aus diesem apeiron entstehen die Dinge (u. a. die von Glutwind umwirbelte Erde) und vergehen in es zurück, indem sie ihr Ungerechtsein aneinander bis hin zur vollständigen Annihilation abbüßen, nach dem Befehl der Zeit. Anaximenes, der dritte prominente Milesier, setzte die „Luft“ an den Beginn. Innerhalb der Philosophiegeschichte werden die Milesier auch als „ältere ionische Naturphilosophen“ bezeichnet.

### Pythagoreer

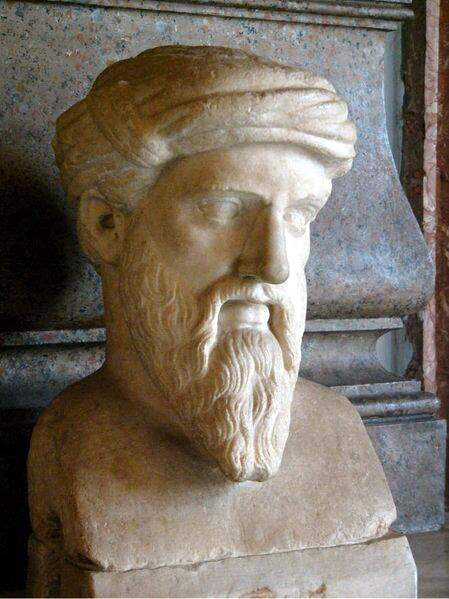
Pythagoras (Herme, um 120)

Pythagoras von Samos gründete im 6. Jahrhundert v. Chr. in der griechischen Kolonie Kroton, dem heutigen Crotone in Süditalien, die philosophische Gemeinschaft der Pythagoreer, die sich auf andere süditalienische Griechenstädte ausbreitete und auch politisch betätigte. Die Pythagoreer suchten nicht wie andere Vorsokratiker nach einem Urstoff, sondern befassten sich mit Zahlen und mathematischen Verhältnissen, in denen sie den Schlüssel zu einer umfassenden Welterklärung sahen. Dabei gingen sie davon aus, dass die Grundprinzipien des Universums an Maß, Zahl und Proportion abzulesen seien und so durchschaubar würden. Ein oft genanntes Beispiel ist der Ton einer schwingenden Saite eines Musikinstruments. Durch Veränderung der Saitenlänge in mathematischen Proportionen ergeben sich harmonische Tonveränderungen. Die Pythagoreer nahmen an, dass die Gegensätze im Kosmos durch Harmonie zusammengehalten werden. Das Verhältnis der Zahlen zu physischen Objekten wurde in der pythagoreischen Tradition ontologisch unterschiedlich aufgefasst; das Spektrum der Deutungen reichte von einer Prinzipbestimmung durch das Zahlenverhältnis bis zu der Ansicht, dass die Welt tatsächlich aus materiellen Zahlen bestehe.
Pythagoras gilt als der abendländische Begründer der Zahlentheorie und der Entdecker der musikalischen Harmonielehre. Die Erzählung von Damon und Phintias, aus der Schiller den Stoff zur Bürgschaft entnahm, und der Bericht, dass Platon, der am Hof des Tyrannen Dionysios II. von Syrakus in Schwierigkeiten geraten war, die Erlaubnis zur Abreise einer Intervention des Pythagoreers Archytas von Tarent verdankte, verdeutlichen die Bedeutung der Freundestreue bei den Pythagoreern. Der Pythagoreismus entwickelte sich zu einer der einflussreichsten Größen im griechischen Denken. Das pythagoreische Denken beeinflusste insbesondere Platon und Euklid. Die heutige naturwissenschaftliche Beschreibung der Welt durch Zahlen und mathematische Formeln hat hier einen Vorläufer. Es waren Pythagoreer wie Philolaos und Hiketas, die als erste die Erdrotation annahmen und das damals herrschende geozentrische Modell des Universums ablehnten (allerdings ohne es durch ein heliozentrisches Weltbild zu ersetzen). Auf ihre Auffassungen griff Kopernikus zurück, als er in antiken Quellen nach Belegen für eine frühe Ablehnung des geozentrischen Weltbildes suchte.

### Heraklit

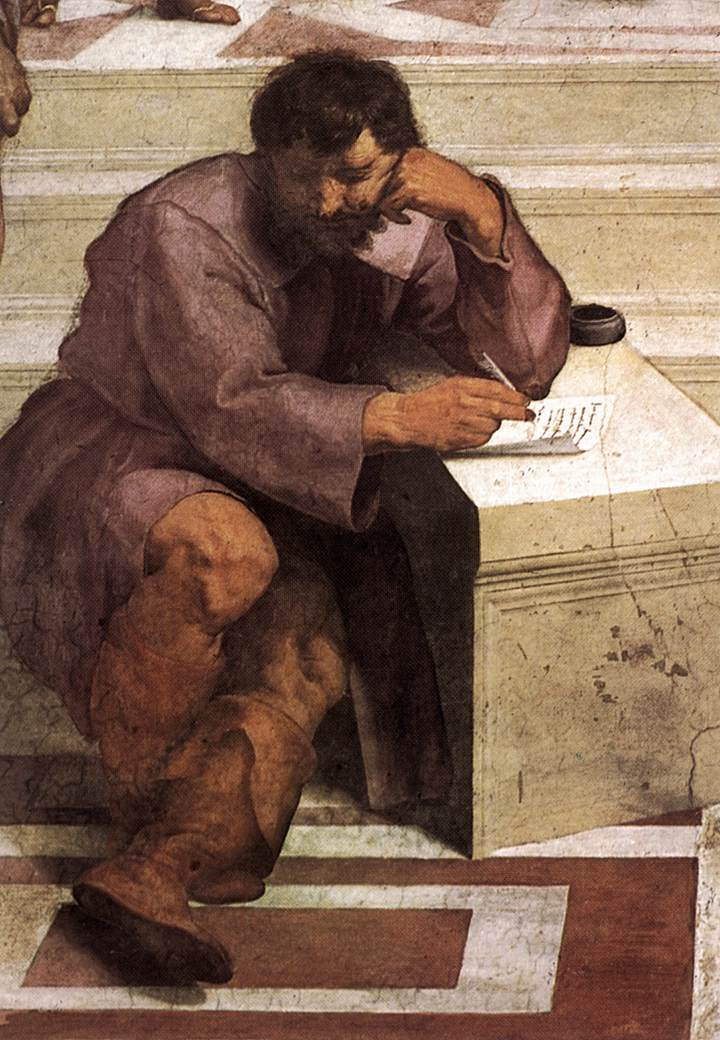
Heraklit, Detailansicht aus Raffaels Schule von Athen (1510–1511)

Mit Heraklit (* um 520 v. Chr.; † um 460 v. Chr.) erreichte die vorsokratische Philosophie ihren ersten Höhepunkt. Gebürtig aus Ephesos, ist er formal zu den ionischen Philosophen zu zählen. Seine Denkform wurde als polar, dialektisch und paradox bezeichnet. Die von ihm gewählten Worte haben eine „doppelwendige Gravitation“. Die von Heraklit überlieferten literarischen Bruchstücke sind sentenzenähnliche Sätze, die sich als Gnome zeigen. Unter Berücksichtigung seines bereits in der Antike gebräuchlichen Beinamens „der Dunkle“ legt dies nahe, dass Heraklit eine Art Rätselsprache verwendete.
Kennzeichnend für seine Philosophie ist die verborgene Einheit von Gegensätzen, die Identität im Gegensatz. Heraklit führt an, dass dasselbe sich übergangslos als ein anderes zeigt, seine Aspekte völlig wechselt, beziehungsweise ganz verschieden, ja entgegengesetzt aussieht. Zur Verdeutlichung knüpft er in seinen Texten an zeitliche Sukzessionen, insbesondere an plötzliche, jähe Umschläge der Phänomene an. In Heraklits Augen zeigt sich hieran, dass das andere schon immer mit da, auch ohne die Veränderung mitgegenwärtig ist. So betont er den konstitutiven Charakter der jeweils gegenläufigen Kräfte. Durch diese Betrachtungen richtet sich der Blick Heraklits sowohl auf den Kosmos und seine Objekte, als auch auf den Menschen, sein Bewusstsein, sein Denken und seine Sprache. Dem ständigen Wechsel des Werdens liegt nach Heraklit die eine und ewige Gesetzmäßigkeit zugrunde, die er logos nennt. Er ist das eigentlich Beständige. Das „Feuer“ steht im Zentrum dieses Prinzips. Dieser Begriff kennzeichnet keinen für sich existierenden Grundstoff (wie es in der ältere ionischen Philosophie diskutiert wurde), sondern findet sich im Kontext einer Gleichung, die mit ihren 4 Elementen den Charakter einer Gleichung aufweist: Feuers Umwende (=) Wasser; davon ist ein Teil Erde, das andere Glutwind (-Luft). „Umsatz findet wechselweise statt des Alls gegen das Feuer und des Feuers gegen das All, wie des Goldes gegen Waren und der Waren gegen Gold.“ Das berühmte Alles fließt! ist diesem stetigen Austausch immanent, so stellt diese Äquivalenz aus Heraklits Sicht die universale Struktur alles Seins dar, letztendlich das eigentliche Rätsel des Denkens selbst. Weitere Symbole sind der „Blitz“ für den plötzlichen Umschlag, der „Streit“ (polemos) oder „Daseinskampf“ in einem Darwinschen Sinne der Vater (Erste Ursache) aller Dinge, ja Der Bogen, dessen Name Leben heißt (bios, zugleich der der Waffe), ist seinem wohlgezielten Werke nach Tod. Daseinskampf verkörpert hier das Weltprinzip des Logos im Spannungsverhältnis gegensätzlicher Kräfte und beim Deuten der „Träume“ soll man seinen Unverstand verbergen. Selbst Helios – ohne den es finsterste Nacht bliebe, trotz all der anderen von ferner her funkelnden Sterne – darf seine Grenzen nicht verfehllen: sonst werden ihn die Erinnyen ergreifen. Insgesamt folgen aus Heraklits Grundgedanken Ansätze zu verschiedenen philosophischen Disziplinen. Er begründete keine eigene Schule. Seine Philosophie wurde aber bereits in der Antike, beispielsweise von Kratylos, den Platon hörte, aufgegriffen und hat spätere Philosophen bis in unsere Zeit beeinflusst. Die Hochschätzung seiner Lehre erneuerten besonders Georg Wilhelm Friedrich Hegel, Friedrich Nietzsche und Martin Heidegger.

### Eleaten

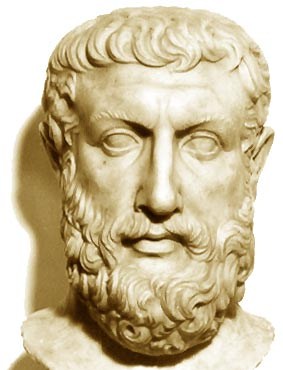
Parmenides (Herme, 1. Jahrhundert)

Die Eleaten, deren Schule in der antiken Hafenstadt Elea an der westitalienischen Küste beheimatet war, waren Philosophen, die die Lehre von der Einheit und Unveränderlichkeit des Seienden vertraten und die Existenz der Vielheit, der Bewegung und des Werdens ableugneten. Einer der prägenden Gegensätze der antiken Philosophie war der zwischen den Lehren der Zeitgenossen Heraklit und Parmenides. Parmenides hielt alles Werden für Schein, die wirkliche Welt selbst (aletheia) war für ihn und für die von ihm begründete eleatische Schule ein unvergängliches und unveränderliches Sein.
Ob Parmenides und Heraklit voneinander wussten, ist unbekannt. Zur eleatischen Schule zählen auch Zenon von Elea, der vor allem für seine Paradoxa bekannt ist, und Melissos. Fälschlicherweise wird die Gründung der Schule oft Xenophanes von Kolophon zugeschrieben. Dieser hat sich zwar in Elea aufgehalten, wird aber heute nicht mehr zu den Eleaten gezählt. Xenophanes ist vor allem bekannt für seine Kritik an den Göttervorstellungen seiner Zeitgenossen – er vertrat das Konzept eines obersten, nicht anthropomorphen Gottes, ohne die Existenz untergeordneter Götter zu bestreiten (Henotheismus, nicht Monotheismus). Mit dem vielzitierten Satz: „Wenn die Pferde Götter hätten, sähen diese wie Pferde aus“ und ähnlichen Äußerungen wandte er sich gegen anthropomorphe und kulturspezifische Göttervorstellungen.

### Atomisten (jüngere ionische Naturphilosophen)

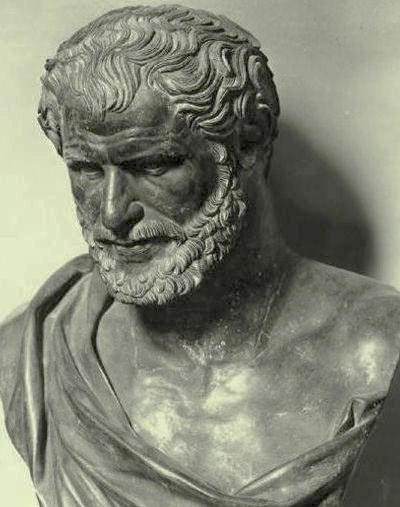
Unbekannter Philosoph, möglicherweise Demokrit

Bei der Deutung des Ursprungs und der Zusammensetzung der Dinge denken die Atomisten als notwendiges Letztes kleine Teilchen. Damit wurde in erneuter Ausarbeitung des archē-Gedankens der Urstoff abstrakt, nämlich als feine unsichtbare Materie bestimmt, die denkerisch zu erfassen ist. Dieser allen mechanischen oder materialistischen Weltanschauungen (siehe beispielsweise die Korpuskeltheorie) zugrundeliegende Gedanke, ist klar zuerst von den Atomisten ausgesprochen worden. Begründer der Schule sind Leukipp aus Milet und sein Schüler Demokrit von Abdera. Wesentlich ist einerseits die Behauptung, dass der materielle Teilungsprozess an Körpern von endlicher Größe seine untere Grenze findet und andererseits daraus folgend, dass das Leere ein inneres Aufbaumoment der Körperwelt ist. In Vermittlung der Gegensätze der eleatischen und heraklitischen Philosophie setzen die Atomisten anstelle des unveränderlichen Seins die ursachlosen und ewigen Atome, anstelle des Nichtseins die Leere, anstelle der Unbeweglichkeit die Bewegung und anstelle der Einheit die Vielheit. Diese Theorie macht das Weltgeschehen verständlich, ohne auf metaphysische Annahmen zurückgreifen zu müssen. Bei den Atomisten sind bereits Ansätze zu Theorien des Stoßes, der Massenanziehung, des Kausalgesetzes, des Prinzips der Erhaltung der Materie und der Erhaltung der Kraft, Wirkung und Gegenwirkung und dem Entropiegesetz zu erkennen. Hier wurde insbesondere die wissenschaftliche Methode des Modells begründet. Weitere Vertreter der Atomistik waren Nessas, Metrodoros von Chios, Diogenes von Smyrna, Anaxarch, Hekataios von Abdera, Apollodoros von Kyzikos, Nausiphanes von Teos, Diotimos, Bion von Abdera, Bolos von Mendes. Die Grundgedanken der Atomisten sind von Platon und Epikur aufgenommen worden.

### Sonstige
Empedokles schließt sich mit seiner Lehre unter Einschluss von heraklitischen, eleatischen und pythagoreischen Aspekten an die milesische Naturphilosophie an. Indem er die Gedanken seiner Vorgänger zusammenführt und den Urstoff Erde hinzufügt, formuliert er die Vier-Elemente-Lehre. Mit Anaxagoras gelangte die ionische Aufklärung nach Athen und verbreitete sich dort auch durch seine Schüler Archelaos und Metrodoros. Wie Anaximenes hielt wiederum Diogenes von Apollonia die Luft allein für den Grundstoff der Welt.
| - Phaleas - Hippodamos - Hippasos von Metapont | - Polyklet - Oinopides - Hippon | - Theodoros von Kyrene - Diokles - Archytas von Tarent | - Amyklas - Alkmaion - Ekphantos |

### Sophisten
Die Sophisten sind die letzten Vorsokratiker. Sie sahen als die archē nicht die Umgebung des Menschen, sondern seine Kultur und letztendlich ihn selbst. Sie boten konkrete Konzepte für ein erfolgreiches und gelingendes Leben an, indem sie zeitgemäß praktisches und theoretisches Wissen vermittelten. In ihren eigenen Worten lehrten sie arete. Inhaltlich unterscheiden sich die Lehren der einzelnen Sophisten so stark, dass man von einer einheitlichen Sophistik nicht sprechen kann. Folgendes kann aber über sie als Gemeinsames benannt werden: es waren Fachleute, wandernde Lehrer, also umherziehende Fremde ohne Bürgerrecht, die Wissensvermittlung als Geschäft betrieben. Bei ihnen wird der Mensch als einzelnes Individuum selbst zum Erklärungsprinzip, was sich im Homo-Mensura-Satz des Protagoras ausdrückt. Sie betonen in der Naturrechtslehre den Gegensatz zwischen Natur und Konvention und die Sinne des Einzelnen als Grundlage der Erkenntnis. Obwohl ihre überlieferten Leitsätze oft unbestimmt und vage sind, wirkten sie in Ausübung ihrer Tätigkeit aufklärerisch und entlarvend. Allerdings ging es ihnen im Ergebnis um den Sieg im Wort- und Rechtsstreit, nicht vorrangig um Erkenntnis der Wahrheit. Ein berühmtes Beispiel gibt die Geschichte „Protagoras contra Euathlus“.
Ein weiterer Hauptvertreter der Sophisten ist Gorgias, der in einer Schrift zu beweisen sucht, dass nichts existiert, bzw. dass, selbst wenn etwas existierte, es nicht erkennbar wäre, bzw. dass, selbst wenn etwas erkennbar wäre, es einem andern nicht mitgeteilt oder erklärt werden könnte. Bei vielen Sophisten spielte die Bezahlung eine wichtige Rolle. Aufgrund ihrer Wandertätigkeit waren sie Kosmopoliten. Die Sophisten wurden und werden kontrovers bewertet. Die negative Einschätzung geht bis auf Platon, wenn nicht schon auf Sokrates selbst zurück, der ihnen – Platon zufolge – verderbliche Scheinhaftigkeit, Relativismus und Skeptizismus vorwarf. Eine Aufwertung erfuhren sie im 19. Jahrhundert, beispielsweise durch Hegel. Heute hat sich wiederum das Urteil Platons in den Vordergrund geschoben. Als gesichert gilt, dass die Sophisten durch ihre Tätigkeit an der Auflösung der traditionellen Werte der Gesellschaft mitwirkten. Ob es sich um Aufklärer oder käufliche Relativisten handelte, kann nicht entschieden werden. Zu den Sophisten zählen auch Alkidamas und Lykophron.

## Rezeption
Die Wirkungsgeschichte der Vorsokratiker ist vielschichtig, wandlungsreich und wenig kontinuierlich.
In der Antike, angefangen bei Platon, respektive Sokrates, über die hellenistischen Schulen bis zum Neuplatonismus und der römischen Zeit, fanden die Vorsokratiker in großem Umfang Beachtung. Nach dem Mittelalter wurden die antiken Texte, die noch bekannt beziehungsweise in Klosterbibliotheken, im arabischen und byzantinischen Kulturkreis bewahrt worden waren, durch Werke von Poggio Bracciolini, Henricus Stephanus, Erasmus von Rotterdam und Johann Albert Fabricius gesammelt. Die erste Vorsokratiker-Ausgabe erschien 1573. Die Texte der frühen Philosophen wurden in Handbüchern, wie zum Beispiel das von Johann Jakob Brucker, schlicht wiederholt, bis mit Friedrich Schleiermacher und Hegel das Studium der Vorsokratiker in der Neuzeit beginnt. Deren Bekanntheit wächst ab dem 18. Jahrhundert stetig und erreicht erstmals mit Friedrich Nietzsche eine Zentralposition. Im 20. Jahrhundert erhielt die Rezeption durch die Klassische Altertumswissenschaft, insbesondere die Klassische Philologie, durch die Religionsgeschichtliche Schule, die Heidegger-Schule und die philosophische Hermeneutik wichtige Impulse.
Die Wahrnehmung der Vorsokratiker ist bis in die Philosophie des 20. Jahrhunderts selektiv und voraussetzungsreich. Sie bieten späteren Philosophen eine Projektionsfläche. Dies gründet darin, dass unter den Vorsokratikern eine Vielzahl von Philosophen zu finden sind, die sehr unterschiedliche und teils gegensätzliche Standpunkte vertreten. Zudem wirkt sich aus, dass ihre originalen Werke nicht oder nur fragmentarisch erhalten sind. Die vorhandenen Textstellen wurden genutzt, um Gedanken zu aktualisieren, Vermittlungen herzustellen oder Alternativen zu entwickeln. Hierbei sind den Vorsokratikern nicht selten Ansichten beigelegt und untergeschoben worden, die von ihnen nicht oder nicht so vertreten wurden. Einige wurden zu zentralen Gestalten gemacht, andere rückten dagegen überhaupt nicht ins Blickfeld. Insgesamt werden die Vorsokratiker heute nicht mehr mit der Intention studiert, bei ihnen den Ursprung der abendländischen Rationalität und Kultur zu entdecken. Denn auch die Vorsokratiker schöpften bereits aus dem Wissen früherer Zeiten, Kulturen und Völker. Dem vereinfachten Schema, das griechische Denken habe sich entfaltet, indem es vom Mythos zum Logos fortschreite, wird heute entgegengehalten, dass bereits der Mythos sich selbst schon als Logos, und der Logos noch als Mythos zeigt. Die Vorsokratiker haben eine komplexe Zwischenstellung. Sie kanalisierten Überkommenes und entwickelten es weiter. Hierbei transportierten sie auch vorhandene metaphysische Ideen und mythisch-religiöse Ansichten. Auf der Grundlage ihrer archē-Forschung entwickelten sie beispielsweise die Begriffe der Welt, des Seins, des Werdens, der Zahl und des Logos.
In der Gegenwart ist die frühe Philosophie der Griechen so aktuell wie kaum je zuvor. Neben den bereits ausgeführten Grundlegungen der Vorsokratiker für späteres Denken sind zum Beispiel Xenophanes' Kritik der anthropomorphen Gottesvorstellung in der Religionskritik, die Lehre von Liebe und Hass des Empedokles in der Psychoanalyse und die zenonschen Paradoxien in Physik, Mathematik und Philosophie präsent. Die Gedanken der Vorsokratiker wirken über Dichter und Schriftsteller wie Friedrich Hölderlin und Samuel Beckett, Gesellschaftskritiker wie Karl Marx und Philosophen wie Karl Popper in alle Lebensbereiche des Menschen. So unterschiedliche Denker wie Martin Heidegger, Friedrich Nietzsche oder der Astronom Carl Sagan bezogen sich positiv auf die Vorsokratiker in bewusster kritischer Abgrenzung von den späteren Philosophen Platon und Aristoteles. In seinem zu Lebzeiten unveröffentlichten Frühwerk Die Philosophie im tragischen Zeitalter der Griechen verwendet Nietzsche allerdings den Begriff Vorplatoniker anstelle von Vorsokratiker.
Nietzsche und Heidegger sahen im vorsokratischen Denken eine nicht allein durch die Vernunft geleitete Welterfahrung, die von der abendländischen Metaphysik seit Platon verdrängt worden war. Diese Auffassung war für die weitere Rezeption der Vorsokratiker von großer Bedeutung. Nietzsche bedient sich besonders bei Heraklits Lehre vom Werden, die er, in einer von ihm radikalisierten Form, für seine Kritik an einer Unterteilung zwischen physischer und metaphysischer Welt heranzieht (Die Philosophie im tragischen Zeitalter der Griechen, Abschnitt 5). Martin Heidegger baut auf Nietzsches Betrachtungen auf und deutet das vorsokratische Denken als Vorläufer seiner eigenen Philosophie hinsichtlich folgender Merkmale, die nach Heidegger von der traditionellen Metaphysik vernachlässigt wurden, bei den Vorsokratikern jedoch wesentlich waren: die Betrachtung des Seins im Unterschied zum Seienden, welche Voraussetzung von Heideggers ontologischer Differenz ist, die Zeitlichkeit des Seins, die Existenzanalyse unter dem Aspekt des Todes und besonders die frühgriechische Auffassung von Wahrheit als Unverborgenheit. Nietzsches und Heideggers Rückgriff auf die Vorsokratiker hat deren Anerkennung im Allgemeinen und als vor-metaphysische Philosophen entscheidend gefördert, auch wenn diese Aufwertung seitens jener meist in der Nutzbarmachung oder sogar Vereinnahmung für ihr eigenes Denken bestand.